# Coppermine-Halbinsel
Die Coppermine-Halbinsel ist eine schroffe und 1,7 km lange und 0,5 km breite Halbinsel am westlichen Ende von Robert Island im Archipel der Südlichen Shetlandinseln. Sie trennt als westlicher Ausläufer der Alfatar-Halbinsel die Carlota Cove von der Coppermine Cove.
Das UK Antarctic Place-Names Committee benannte sie 1971 in Verbindung mit der Coppermine Cove, deren Namensgeber eine 1821 von Robbenfängern entdeckte Lagerstätte von Kupfer ist.